# ルイス・ロモ
ルイス・ロモ（1995年6月5日 - ）はメキシコのサッカー選手。ポジションはMF。CFモンテレイ所属。

## 経歴

### クラブ
15歳の時にクルス・アスルを放出され、ケレタロFCのユースに加入した。2018年7月20日のアトラスFC戦でデビューした。
2020年1月、クルス・アスルに復帰した。2020-21シーズンのリーガMXではリーグの最優秀選手にノミネートされた。

### 代表
2019年11月19日のバミューダ代表戦でA代表デビュー。

## 代表歴

### 出場大会
- メキシコ代表
  - 2022 FIFAワールドカップ

### 試合数
- 国際Aマッチ 42試合 3得点（2019年-）[7]

| メキシコ代表 | 国際Aマッチ | 国際Aマッチ |
| 年           | 出場        | 得点        |
| ------------ | ----------- | ----------- |
| 2019         | 1           | 0           |
| 2020         | 4           | 0           |
| 2021         | 12          | 0           |
| 2022         | 10          | 1           |
| 2023         | 15          | 2           |
| 2024         |             |             |
| 通算         | 42          | 3           |